# Ovodivka, Trosteaneț
Ovodivka (în ucraineană Оводівка) este un sat în comuna Stanova din raionul Trosteaneț, regiunea Sumî, Ucraina.

## Demografie
Componența lingvistică a localității Ovodivka
     Ucraineană (100%)
Conform recensământului din 2001, toată populația localității Ovodivka era vorbitoare de ucraineană (100%).